# Aaslaluoto
Aaslaluoto är en ö i Finland, den sydligaste av Rimito huvudöar. Den ligger i kommunen Nådendal i landskapet Egentliga Finland, i den sydvästra delen av landet, 170 km väster om huvudstaden Helsingfors. Arean är 16,9 kvadratkilometer.
Öns högsta punkt är 60 meter över havet. Ön sträcker sig 4,4 kilometer i nord-sydlig riktning, och 6,5 kilometer i öst-västlig riktning.
På ön finns byarna Ylikylä och Alakylä och Hanga färjfäste (finska: Hanka), som sommartid trafikeras av M/S Östern till Kyrkbacken i Nagu via Själö för Skärgårdens ringväg (Lilla ringvägen). Ön är förbunden med fastlandet med en vajerfärja (över sundet Hämmärönsalmi) och broar via resten av Rimito.
På Aaslaluoto och den intilliggande ön Krampen finns Aasla-Kramppi Natura2000-område. Detta består av tre delar med helt olika karaktär. De två områdena på Aaslaluoto är dels Paskalahti-Vanhankylänlahti, en kedja av tre glosjöar som skiljer Isoluoto från resten av ön, dels insjön Sianpäänjärvi med omgivande kärr och skogbevuxna bergknallar.